# رایدل پوی
رایدل پوی رومرو  (انگلیسی: Raidel Poey) (متولد ۲۰ فوریه ۱۹۸۲ در هاوانا) بازیکن والیبال اهل کوبا است. او در قهرمانی نورسکا ۲۰۰۵ که در آن کوبا به مقام نایب قهرمانی رسید به عنوان باارزشترین بازیکن مسابقات انتخاب شد.